# Balázs Nyilasy
Balázs Nyilasy (n. 6 noiembrie 1950, Budapesta, Republica Populară Ungară) este un poet, critic literar, istoric literar și profesor universitar maghiar. El predă în prezent la Universitatea Reformată Károli Gáspár. A publicat câteva monografii literare dedicate scriitorilor János Arany și Mór Jókai.

## Biografie
A urmat Facultatea de Științe Umaniste a Universității Kossuth Lajos din Debrețin (1971-1976), specializarea maghiară-rusă. După absolvirea facultății a lucrat ca profesor de limba maghiară la un gimnaziu (1976-1981), apoi a fost scriitor independent (1981-1983) și redactor la editurile Zrínyi Kiadó (1983-1986) și la Szépirodalmi Könyvkiadó (1986-1991). A obținut în 1989 titlul de doctor în filologie. A intrat apoi în învățământul universitar, lucrând ca profesor și șef de catedră la Universitatea Catolică Pázmány Péter din Budapesta (1993-1997), profesor invitat la Universitatea Babeș-Bolyai din Cluj (1997-2001) și profesor la Universitatea Eszterházy Károly din Eger. A obținut titlul de doctor habilitat în 1999.
Poezia sa se caracterizează printr-o căutare neliniștită a idealului, în care sunt combinate accente romantice și senzația deziluziei.
În afară de activitățile didactică și literară, profesorul Balázs Nyilasy s-a remarcat în calitate de critic și istoric literar, fiind specialist în operele lui János Arany și Mór Jókai. În ceea ce privește opera lui Jókai, el a evidențiat romantismul ei, argumentând că acțiunea și personajele jókaiene capătă dimensiuni mitice, ieșind din sfera realității pentru a intra în legendă. Eroii lui Jókai sunt situați pe o scară superioară oamenilor, chiar dacă sunt întotdeauna portretizați ca ființe umane.

## Lucrări
- A fiatalember mindennapjai (poezii, 1977)
- Rés és kaland (poezii, 1985)
- A szó társadalmi lelke (1996)
- Arany János (1998)
- A konzervatív-modern költő. Arany János verses epikája (2001)
- A románc és Jókai Mór (2005)
- Arany János balladái (2011)
- A 19. századi modern magyar románc (2011)
- Szavak tánca és árnyéktánca. Irodalmi tanulmányok A vén cigánytól Harry Potterig; Argumentum, Budapesta, 2014

## Premii și distincții
- Bursa Zsigmond Móricz (1978, 1979)
- Premiul Alföld (1983)
- Premiul Oltványi Ambrus (1992)